# Bestune T90
Bestune T90 – samochód osobowy typu SUV klasy średniej produkowany pod chińską marką Bestune od 2023 roku.

## Historia i opis modelu

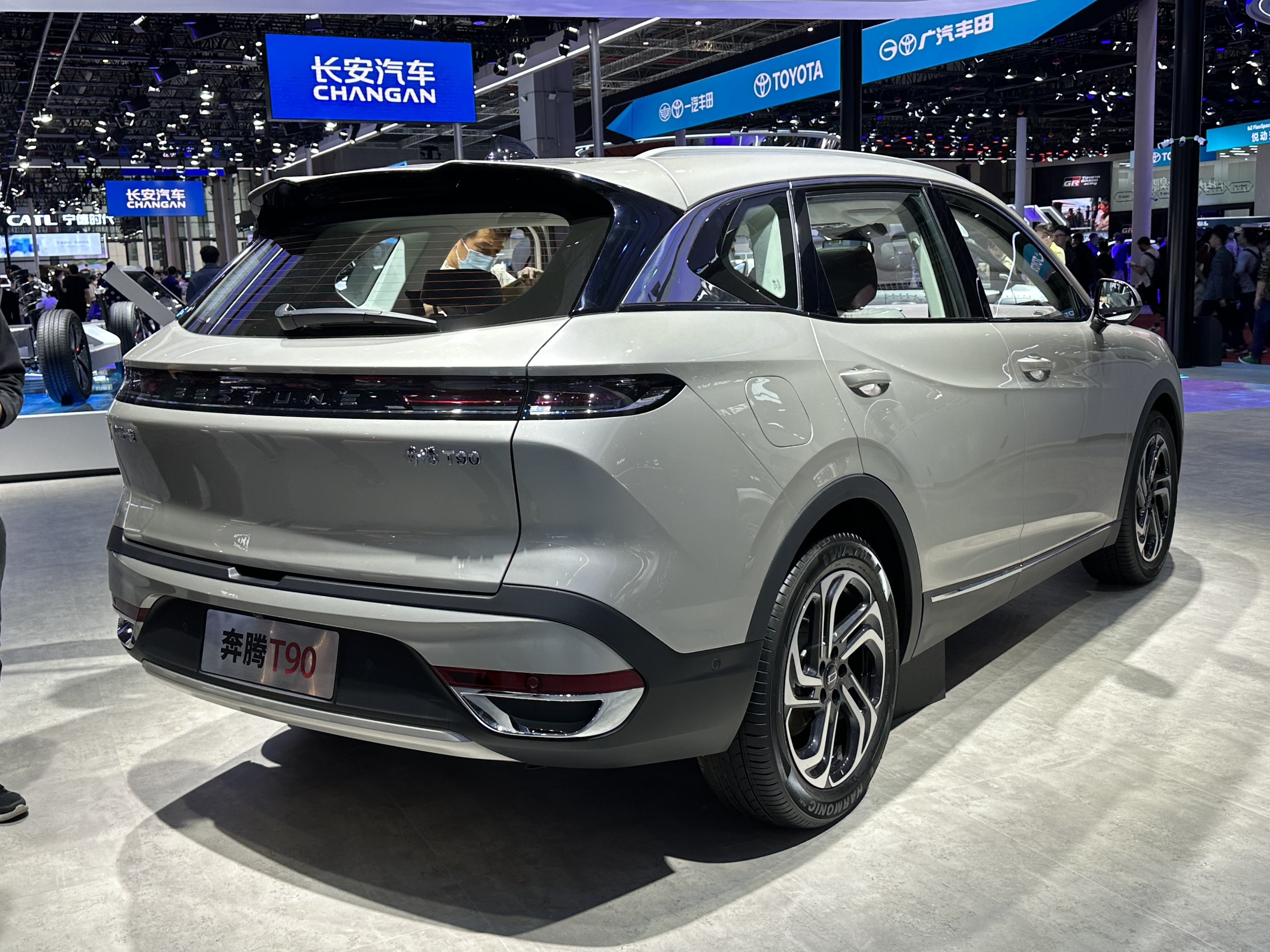
Bestune T90 – tył

W kwietniu 2023 roku podczas międzynarodowych targów samochodowych Shanghai Auto Show chińskie Bestune zaprezentowało nowy model średniej wielkości SUV-a plasującego się w gamie pomiędzy mniejszym T77 a flagowym T99. Jako drugi po minivanie M9, samochód utrzymany został w nowym języku stylistycznym wyróżniającym się krągłym nadwoziem bogatym w liczne łuki oraz obszerny wlot powietrza. Zarówno reflektory, jak i tylne lampy zyskały wąski kształt, z kolei boczną sylwetkę wzbogacono chromowanym akcentem w słupku D.
Kabina pasażerska utrzymana została w estetyce łączącej panele z fortepianowego plastiku, skóry i chromu. Przed kierowcą znalazły się cyfrowe wskaźniki o przekątnej 8 cali wraz z dodatkowym systemem HUD przed oczami kierowcy, z kolei konsolę centralną zdominował pionowy, dotykowy ekran systemu multimedialnego o przekątnej 12,6 cala.
Bestune T90 oparte zostało na modułowej platformie nowej generacji o nazwie A2, którą opracował koncern FAW Group. Samochód dostosowano do zastosowania wyłącznie 8-biegowej automatycznej skrzyni biegów japońskiej firmy Aisin, z kolei gamę jednostek napędowych utworzyły dwa turbodoładowane czterocylindrowe silniki benzynowe o pojemności 1,5 lub 2 litrów. Pierwsza rozwinęła moc 169, a druga – 252 KM.

### Sprzedaż
Podobnie jak inne konstrukcje Bestune, model T90 powstał zarówno z myślą o rodzimym rynku zbytu, jak i rynkach eksportowych jak m.in. Bliski Wschód czy Rosja. W pierwszej kolejności pojazd trafił do sprzedaży w Chinach w połowie czerwca 2023.

### Silniki
- R4 1.5l Turbo 169 KM
- R4 2.0l Turbo 252 KM